# 伯恩哈爾·阿爾普·辛德貝格
贝恩哈尔·阿尔普·辛德贝格（丹麥語：Bernhard Arp Sindberg，1911年2月19日—1983年），丹麦人。被南京人称为“辛先生”、“辛波”。辛德贝格在南京大屠杀中面对日军暴行并不退缩，他用照片和信件记录了当时的惨状。他和卡尔·京特在南京栖霞山附近的江南水泥厂设立的难民营至少拯救了超过六千名中国人的生命。

## 早年
辛德贝格生于丹麦的奥胡斯。自幼喜欢旅行，曾骑自行车跨越了半个丹麦，还曾一直骑车到达德国汉堡的美军蒸汽机船。17岁时，辛德贝格的家人不再限制他，他到美国去旅行了三年，然后回到了丹麦。他加入了法国外籍兵团，但对同伴和兵团在摩洛哥的沙漠任务很不满。服役仅十个月后，他跑到了山里，作为偷渡者，乘坐一艘船回到了丹麦。

## 在中国

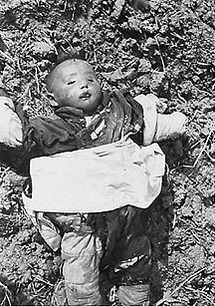
很可能由辛德贝格拍摄的一张日军暴行照片：一名被日军杀死的中国儿童

1934年辛德贝格搭乘一艘丹麦商船来到中国，因和海关官员发生冲突被拘捕。辛德伯格跑了出来，做过多种工作。当日军侵占上海时，辛德伯格被为《每日电讯报》工作的英国记者派姆布劳克·斯蒂芬斯雇为司机之后的几个月，他们在上海四处探访，记录着战争的场面。有一天他们到一座水塔上拍摄日军对城市的轰炸，斯蒂芬斯被一架日本飞机机枪射杀。
丹麦公司FL史密斯当时在南京开有江南水泥厂，希望保护厂区不受日军侵扰，于是雇佣辛德贝格作为保安。1937年12月2日，辛德伯格来到了江南水泥厂，见到了工厂里唯一的外国人，德国人卡尔·京特。南京大屠杀开始后，辛德伯格曾在南京城里四处拍摄照片，这些现在已经褪色的黑白老照片作为第一手资料，现存德克萨斯州的一座博物馆中。
卡尔·京特和辛德贝格在水泥厂树立了德国和丹麦旗帜，使日军不来侵扰。中国难民很快就涌入了江南水泥厂和附近的栖霞寺。辛德伯格和京特在该水泥厂里创建了难民区和简易医院来救助中国难民。辛德贝格还同国际红十字会南京委员会主席约翰·马吉牧师一起考察和拍摄江南水泥厂和栖霞寺一带日本军队的暴行记录。据称曾有一万余难民得到过他直接或间接的救助和保护，但两人也经受着巨大的压力。三个月后，在日军的压力下，辛德伯格被解除职务，送回欧洲。1938年2月3日，他向南京安全区国际委员会主席约翰·拉贝和秘书刘易斯·斯迈思博士递交了他所记录的日本军人在南京的屠杀等行为。

## 纪念

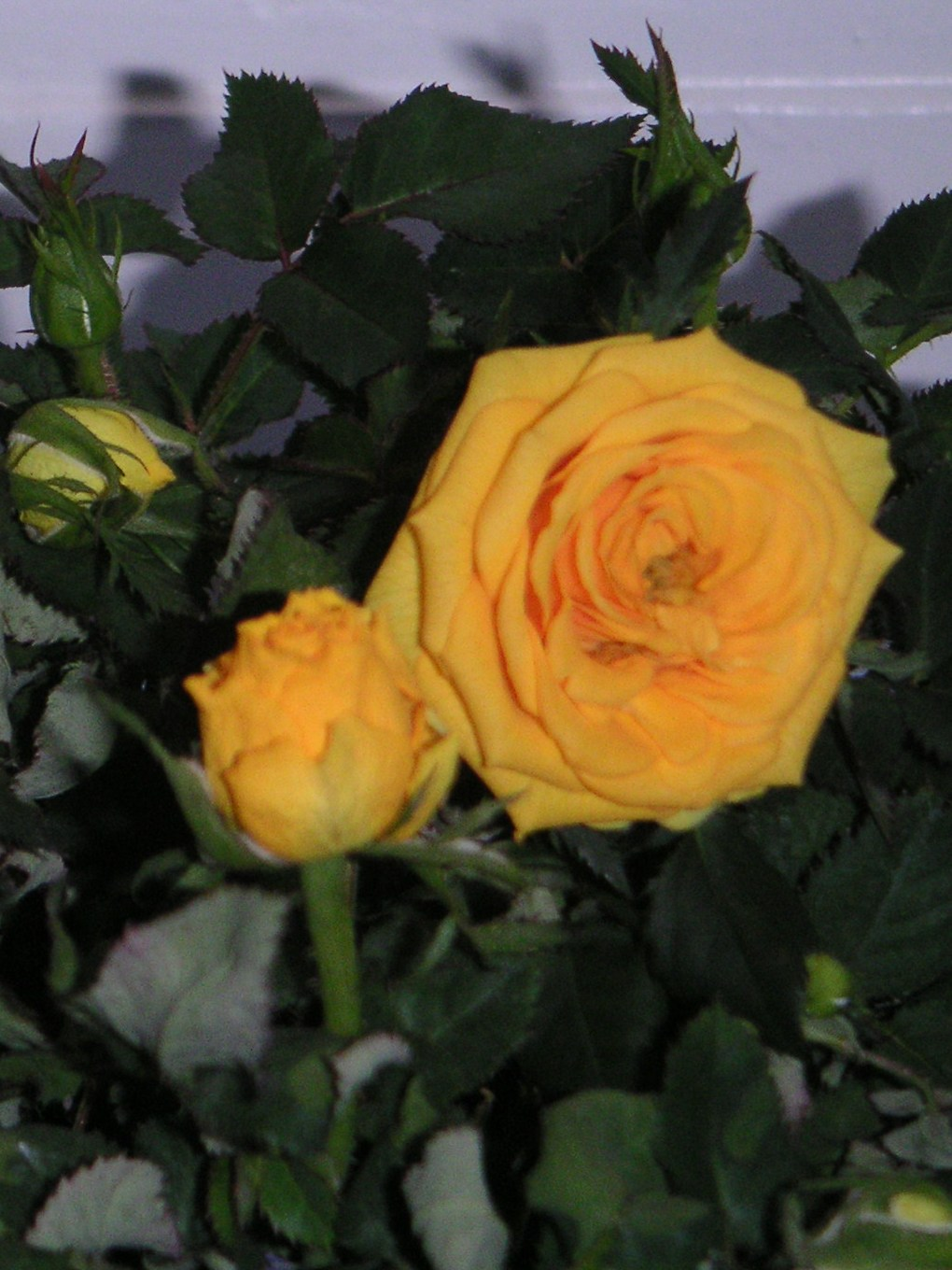
“永远的南京——辛德贝格玫瑰”

辛德贝格返回欧洲之后，他父亲在意大利接到了他。在回家旅程中，他们经过日内瓦，辛德贝格趁机放映他在中国拍的纪录片，把日本军队在南京的暴行公之于众。他在日内瓦也受到了中国代表的感谢。辛德贝格移民美国，并进入美国商船队工作。辛德贝格余生都居住在美国，终生没有结婚。1983年于加利福尼亚州去世。
辛德贝格的两位亲戚曾多次访问中国，并会见了当年的幸存者，一位当年的幸存者王东力说：“没有他的帮助，我们绝不可能活下来，我们希望像辛德贝格这样的好人永远活着"。2004年12月17日，辛德贝格的故乡丹麦奥胡斯市的一位花商Rosa Eskelund将她培育的一种黄玫瑰命名为“永远的南京——辛德贝格玫瑰”。
2019年8月30日，由南京市人民政府和哥本哈根中国文化中心联名赠送的辛德贝格纪念雕像揭幕仪式，在奥胡斯市马瑟里斯堡纪念公园举行。丹麦女王玛格丽特二世为雕像揭幕。雕像是由中国艺术家尚荣、傅礼城和丹麦艺术家Lene Desmentik共同创作设计的。雕像的基座上以中文和丹麦语两种语言镌刻如下文字：“贝恩哈尔·阿尔普·辛德贝格（1911—1983）生于丹麦奥胡斯市。1937年12月-1938年3月，辛德贝格在中国南京庇护了两万多名难民，对他的人道精神和无畏义举，中国人民永远不会忘记。南京市人民政府、哥本哈根中国文化中心赠。2019年8月”。